# 北町 (津山市)
北町（きたまち）は岡山県津山市にある地名。郵便番号は708-0021。

## 地理
山下と山北の間に位置し、城下町西部（町村政治の西北条郡津山町の東北端に位置する。なお、南町とは歴史的にはつながりは全くないが現在では位置関係などから対を成す地名のように存在する。

### 河川
- 宮川

## 歴史

### 沿革
- 1870年 - 津山城下町の内、御北が改称して北町となる。
- 1889年6月1日 - 町村制施行により、津山城下町の北町他、宮川以西の町が合併して西北条郡津山町となる。
- 1900年4月1日 - 津山町が東南条郡津山東町を編入するとともに、西北条郡が西西条郡、東南条郡、東北条郡と合併し、苫田郡津山町となる。
- 1923年4月1日 - 苫田郡林田村が町制・改称、津山東町となる。
- 1929年2月11日 - 津山町が周辺の町村と合併し、市制施行し、津山市となる。

## 世帯数と人口
2021年（令和3年）1月1日現在の世帯数と人口は以下の通りである。
| 町丁 | 世帯数  | 人口  |
| ---- | ------- | ----- |
| 北町 | 147世帯 | 258人 |

## 小・中学校の学区
市立小・中学校に通う場合、学区は以下の通りとなる。
| 番地 | 小学校           | 中学校             |
| ---- | ---------------- | ------------------ |
| 全域 | 津山市立東小学校 | 津山市立北陵中学校 |

## 交通

### 道路
- 岡山県道394号大篠津山停車場線
- 岡山県道452号小原船頭線

（上記2つは重複区間）

## 施設
- 朝日新聞津山支局
- キムラヤのパン津山北町専売店
- 十一寿司
- 岡山県美作高等学校体育館